# Орловка (Канский район)
Орловка — деревня в Канском районе Красноярского края. Входит в состав Верх-Амонашенского сельсовета.

## История
Основана в 1886 г. В 1926 году заимка Орловского состояла из 16 хозяйств, основное население — русские. В составе Верх-Амонашевского сельсовета Амонашевского района Канского округа Сибирского края.

## Население
| 1926 | 2010 |
| ---- | ---- |
| 82   | ↘79  |